# Chromatomyia scabiosarum
Chromatomyia scabiosarum este o specie de muște din genul Chromatomyia, familia Agromyzidae, descrisă de De Meijere în anul 1934.
Este endemică în Spania. Conform Catalogue of Life specia Chromatomyia scabiosarum nu are subspecii cunoscute.